# Yvonne Rüegg
Yvonne Siorpaes z d Rüegg (ur. 2 sierpnia 1938 w Chur) – szwajcarska narciarka alpejska, mistrzyni olimpijska i mistrzyni świata.

## Kariera
Największy sukces w karierze Yvonne Rüegg osiągnęła w 1960 roku, kiedy podczas igrzysk olimpijskich w Squaw Valley zwyciężyła w slalomie gigancie. W zawodach tych o 0,1 sekundy pokonała Penny Pitou z USA, a o 0,3 sekundy wyprzedziła Włoszkę Giulianę Minuzzo. Był to pierwszy w historii złoty medal dla Szwajcarii wywalczony w tej konkurencji w rywalizacji kobiet. Na tych samych igrzyskach Rüegg była także dziewiąta w zjeździe, a rywalizacji w slalomie nie ukończyła, wypadając z trasy w pierwszym przejeździe. Były to jej jedyne starty olimpijskie. W tym samym roku była też trzecia w gigancie na zawodach SDS-Rennen w Grindelwald. W 1959 roku została mistrzynią Szwajcarii w zjeździe. W 1964 roku zakończyła karierę.
Wyszła za mąż za włoskiego alpejczyka, Roberto Siorpaesa i od 1963 roku reprezentowała Włochy. Jest szwagierką byłych bobsleistów Gildo i Sergio Siorpaesów oraz teściową curlerki Violetty Caldart. Jej ciotka, Anny Rüegg, także była narciarką.

## Osiągnięcia

### Igrzyska olimpijskie
| Miejsce | Dzień     | Rok  | Miejscowość  | Konkurencja | Czas biegu | Strata | Zwyciężczyni   |
| ------- | --------- | ---- | ------------ | ----------- | ---------- | ------ | -------------- |
| 9.      | 20 lutego | 1960 | Squaw Valley | Zjazd       | 1:37,6     | +4,0   | Heidi Biebl    |
| 1.      | 23 lutego | 1960 | Squaw Valley | Gigant      | 1:39,9     | –      | –              |
| DNF1    | 26 lutego | 1960 | Squaw Valley | Slalom      | 1:49,6     | –      | Anne Heggtveit |

### Mistrzostwa świata
| Miejsce | Dzień     | Rok  | Miejscowość  | Konkurencja | Czas biegu | Strata | Zwyciężczyni   |
| ------- | --------- | ---- | ------------ | ----------- | ---------- | ------ | -------------- |
| 9.      | 20 lutego | 1960 | Squaw Valley | Zjazd       | 1:37,6     | +4,0   | Heidi Biebl    |
| 1.      | 23 lutego | 1960 | Squaw Valley | Gigant      | 1:39,9     | –      | –              |
| DNF1    | 26 lutego | 1960 | Squaw Valley | Slalom      | 1:49,6     | –      | Anne Heggtveit |